# カテプシンE
カテプシンE（英: cathepsin E、EC 3.4.23.34）は、ヒトではCTSE遺伝子にコードされる酵素である。この酵素は、slow-moving proteinase、erythrocyte membrane aspartic proteinase、SMP、EMAP、non-pepsin proteinase、cathepsin D-like acid proteinase、cathepsin E-like acid proteinase, cathepsin D-type proteinaseといった名称でも知られる。
カテプシンEは動物やその他さまざまな生物にみられるプロテアーゼであり、アスパラギン酸プロテアーゼに分類される。ヒトでは、1番染色体の1q32に位置するCTSE遺伝子にコードされている。カテプシンEは細胞内に位置する非リソソーム糖タンパク質であり、主に皮膚や免疫細胞に存在する。ジスルフィド結合によって連結されたホモ二量体として機能するアスパラギン酸プロテアーゼであり、高マンノース型の糖鎖が付加されている。
カテプシンEの欠損はアトピー性皮膚炎など炎症性皮膚疾患に関与している可能性があり、その治療は体内でのタンパク質の機能や濃度の改善といった方法に依存することとなる。カテプシンEはレニンやカテプシンDとともに、消化管や生殖器以外の組織で合成されることが知られている数少ないアスパラギン酸プロテアーゼの1つである。

## 構造
カテプシンEの構造はカテプシンDやBACE1と非常によく類似しており、これら3つのタンパク質の活性部位はほぼ同一である。これらの間の差異は、活性部位周囲の微小環境にある。96DTG98と281DTG283は、酵素の活性部位に形成に寄与している。また、272番と276番、314番と351番のシステイン残基はジスルフィド結合を形成している。109番、114番の2つのシステイン残基は立体構造上近接して位置しているが、硫黄原子間の距離は3.53 Åでありジスルフィド結合を形成するには離れすぎている。活性部位の2つのアスパラギン酸残基は周囲の残基と4つの水素結合を形成している。カテプシンDやBACE1と比較してカテプシンEの特徴となるのは、Asp96とSer99の間の水素結合が存在し、またAsp281とLeu/Metとの間の水素結合が存在しないことである。

## 分布
カテプシンEは、消化管、リンパ組織、血液細胞、泌尿器、ミクログリアなどに分布している。さまざまな哺乳類細胞において、カテプシンEの細胞内局在はアナログであるカテプシンDとは異なっている。カテプシンEは胃の壁細胞の細胞内分泌細管（intracellular canaliculus）、肝細胞の毛細胆管、腎臓の近位尿細管細胞、腸、気管、気管支の上皮細胞、破骨細胞、赤血球においては膜に結合して存在している。抗原を提示しているB細胞、胃の主細胞、ミクロソームなどの細胞種ではエンドソーム構造への局在が観察される。また、小胞体槽にも検出される。

## 機能
カテプシンEはタンパク質の分解、MHCクラスII経路を介した抗原のプロセシング、生理活性タンパク質の生成に重要な役割を果たしている。また、加齢、興奮性毒素によるグルタミン酸受容体の過剰刺激、前脳の一過性の虚血に伴う、神経死経路の実行にも関与していると考えられている。ラットで行われた実験では、カテプシンEは若齢ラットの脳組織ではほとんど検出されないが、老齢ラットでは線条体や大脳皮質において濃度が大幅に上昇していることが示されている。また、一過性前脳虚血から1週間後の海馬CA1領域のミクログリアや変性神経細胞でも高レベルで発現している。カテプシンEは腸上皮化生から高分化型腺癌の発生に関与している可能性がある。また、樹状細胞と関連して自己・外来タンパク質に応答したCD4レパートリーの形成に関与している。

## 翻訳後修飾
カテプシンEはグリコシル化されている。糖鎖修飾の性質は細胞種によって異なる。線維芽細胞中の酵素前駆体では高マンノース型のオリゴ糖が付加されているが、成熟酵素では複合型オリゴ糖が付加されている。赤血球膜では、成熟酵素と酵素前駆体の双方で複合型オリゴ糖がみられる。カテプシンEは自己触媒切断によって2つの形態が生み出され、Form1はIle54番残基から始まり、Form2はThr57番から始まる。

## 関連文献
- “[Atopic dermatitis and cathepsin E]”. Nihon Yakurigaku Zasshi. Folia Pharmacologica Japonica 122 (1):  15–20. (July 2003). doi:10.1254/fpj.122.15. PMID 12843568.
- “Effects of altered thyroid function on galactosyl diacylglycerol metabolism in myelinating rat brain”. The Journal of Biological Chemistry 252 (16):  5864–70. (August 1977). doi:10.1016/S0021-9258(17)40103-7. PMID 195962.
- “Human gastric cathepsin E gene. Multiple transcripts result from alternative polyadenylation of the primary transcripts of a single gene locus at 1q31-q32”. The Journal of Biological Chemistry 267 (3):  1609–14. (January 1992). doi:10.1016/S0021-9258(18)45989-3. PMID 1370478.
- “An immunocytochemical study on distinct intracellular localization of cathepsin E and cathepsin D in human gastric cells and various rat cells”. Journal of Biochemistry 110 (6):  956–64. (December 1991). doi:10.1093/oxfordjournals.jbchem.a123696. PMID 1794985.
- “Proteolytic activity and cleavage specificity of cathepsin E at the physiological pH as examined towards the B chain of oxidized insulin”. FEBS Letters 292 (1–2):  53–6. (November 1991). doi:10.1016/0014-5793(91)80832-N. PMID 1959628.
- “Generation of human endothelin by cathepsin E”. FEBS Letters 273 (1–2):  99–102. (October 1990). doi:10.1016/0014-5793(90)81060-2. PMID 2226872.
- “Structural evidence for two isozymic forms and the carbohydrate attachment site of human gastric cathepsin E”. Biochemical and Biophysical Research Communications 168 (2):  878–85. (April 1990). doi:10.1016/0006-291X(90)92403-M. PMID 2334440.
- “Monomeric human cathepsin E”. FEBS Letters 366 (1):  72–4. (June 1995). doi:10.1016/0014-5793(95)00501-Y. PMID 7789521.
- “Subcellular localization and targeting of cathepsin E”. The Journal of Biological Chemistry 269 (49):  31259–66. (December 1994). doi:10.1016/S0021-9258(18)47417-0. PMID 7983070.
- “Isolation and biochemical characterization of procathepsin E from human erythrocyte membranes”. Archives of Biochemistry and Biophysics 304 (2):  352–8. (August 1993). doi:10.1006/abbi.1993.1361. PMID 8346912.
- “Effect of mutations in the V3 loop of HIV-1 gp120 on infectivity and susceptibility to proteolytic cleavage”. AIDS Research and Human Retroviruses 9 (2):  159–66. (February 1993). doi:10.1089/aid.1993.9.159. PMID 8457383.
- “Cathepsin E in follicle associated epithelium of intestine and tonsils: localization to M cells and possible role in antigen processing”. Histochemistry 99 (3):  201–11. (March 1993). doi:10.1007/BF00269138. PMID 8491674.
- “Expression of cathepsin E in pancreas: a possible tumor marker for pancreas, a preliminary report”. International Journal of Cancer 67 (4):  492–7. (August 1996). doi:10.1002/(SICI)1097-0215(19960807)67:4<492::AID-IJC5>3.0.CO;2-N. PMID 8759606.
- “Regulation of cathepsin E expression during human B cell differentiation in vitro”. European Journal of Immunology 26 (8):  1838–43. (August 1996). doi:10.1002/eji.1830260826. PMID 8765029.
- “Cathepsin E immunoreactivity in human ocular tissues: influence of aging and pathological states”. Neuroscience Letters 240 (3):  135–8. (January 1998). doi:10.1016/S0304-3940(97)00946-4. PMID 9502222.
- “Regulation of human and mouse procathepsin E gene expression”. European Journal of Biochemistry 268 (9):  2658–68. (May 2001). doi:10.1046/j.1432-1327.2001.02159.x. PMID 11322887.
- “Identification and characterization of the potential promoter regions of 1031 kinds of human genes”. Genome Research 11 (5):  677–84. (May 2001). doi:10.1101/gr.gr-1640r. PMC 311086. PMID 11337467.